# Descendants: The Rise of Red
Descendants: The Rise of Red (titulada: Descendientes: el ascenso de Red en Hispanoamérica y Los descendientes: corazón rebelde en España) es una película musical de fantasía, dirigida por Jennifer Phang de un guion de Dan Frey y Russell Sommer. Producida por Disney Channel, la película es la cuarta en la franquicia Descendants, siendo un spin-off de las tres películas anteriores, con la trama transcurriendo después del especial de televisión Descendants: The Royal Wedding.
La película es protagonizada por Kylie Cantrall y Malia Baker en los papeles de Red (hija de la Reina de Corazones de Alicia en el País de las Maravillas) y Chloe (hija de Cenicienta y el Príncipe Encantador de La Cenicienta), respectivamente. China Anne McClain y Melanie Paxson repiten sus papeles de Uma y el Hada Madrina, respectivamente, de las películas anteriores de Descendants. También Brandy Norwood y Paolo Montalbán interpretan a Cenicienta y el Rey Encantador, quienes ya interpretaron una versión de los personajes en la adaptación televisiva de 1997 de Cenicienta.
Descendants: The Rise of Red fue estrenada en Disney+ el 12 de julio de 2024. Con 6,7 millones de visualizaciones en sus primeros tres días de transmisión, la película batió un récord en su debut en Disney+ como el estreno más visto de Disney Branded Television para una película original de Disney Channel en la plataforma.

## Argumento
Uma (China Anne McClain) ha sido nombrada la nueva directora de la Academia de Auradon, ya que Mal, Evie, Jay y Ben han decidido embarcarse en una aventura para crear nuevas alianzas en tierras lejanas. Con el ideal de darle a todos los adolescentes la oportunidad de ir a la escuela, informa al Hada Madrina su decisión de invitar a la Princesa Red, la hija de la tiránica Reina de Corazones.
El Hada Madrina (Melanie Paxson) se muestra preocupada por esta decisión, ya que, cuando Auradon se unió y fundó, la Reina de Corazones no quiso aceptar la alianza e intentó tomar el poder por la fuerza, razón por la que el acceso a la Madriguera, la única entrada al País de las Maravillas, se bloqueó. Sin embargo, Uma la convence pidiendo que lo haga en honor a Carlos. El Hada Madrina accede, con su varita, encanta la invitación de Uma y la envía a través de la barrera de la Madriguera al País de las Maravillas.
La tierra bajo la superficie es regida con mano de hierro por la Reina de Corazones, sin embargo, la única que muestra rebelión, es una figura enmascarada que destruye la Plaza Real y es salvada de la guardia real por Maddox, el hijo inventor del Sombrerero Loco. Esta figura resulta ser la princesa Red, la hija de la Reina de Corazones.
Red (Kylie Cantrall) muestra un interés genuino por irse del País de las Maravillas, pero es consciente que su madre no la dejará, pues desea que su hija tome el trono de la misma manera que ella, con la misma tiranía. Maddox (Leonardo Nam) le revela a Red su último invento, un reloj de bolsillo que es capaz de hacer retroceder el tiempo hasta el “momento indicado” por quien lo use, aunque admite que no se lo dará en ese momento, pues advierte que jugar con la continuidad temporal podría traer consecuencias inimaginables.
Al regresar a su habitación, se revela que Red robó el reloj y desea usarlo, pero antes de presionar el botón, recuerda la advertencia de Maddox y desiste de la idea.
Mientras tanto, en Auradon, en el Reino de Cenicienta (Brandy Norwood) y el Príncipe Encantador (Paolo Montalbán), la hija perfeccionista de la reina, la princesa Chloe (Malia Baker), se encuentra entrenando duelo con su padre. Llega su madre y le da un obsequio especial porque irá a la Academia de Auradon, un par de botas de cristal con el mismo diseño que las zapatillas de su madre.
En el País de las Maravillas, la Reina de Corazones (Rita Ora), furiosa por lo ocurrido en la Plaza Real, hace ir a Red con la intención de que sentencie al capitán de la guardia real. La chica, a diferencia de su madre, no es fanática de las ejecuciones, por lo que le cuesta hacer la sentencia (solamente le quita su casco, en plan de burla), pero antes de que pueda decir algo, Maddox aparece y le informa a la reina la llegada de la invitación de Uma. Al leerla y descubrir que, de aceptar, esa invitación será su medio de acceso a Auradon, acepta sin dudar, algo que sorprende a su hija. Usando la invitación, la Madriguera es abierta y Red, junto con su madre, entran a Auradon con éxito.
Ya en la Academia de Auradon, la Reina de Corazones se encuentra con Cenicienta, quien revela conocer a la malvada monarca, pues habían asistido anteriormente a la escuela juntas. Chloe intenta ser amigable con Red, pero la propia actitud rebelde de la chica hace que choquen desde el primer momento.
Ya en la Reunión de Bienvenida para dar inicio al año escolar, el Hada Madrina presenta a Uma como la nueva directora. Mientras da su discurso de bienvenida y resalta la presencia de Red, la Reina de Corazones comienza a hacer un juego de cartas, algo que molesta a Uma. Al hablar con ella, la Reina de Corazones lanza sus cartas al aire, haciendo que su ejército aparezca y bloqueen las salidas para evitar que las familias puedan escapar, iniciando un feroz golpe de Estado contra el reino. El Hada Madrina intenta usar su varita para detenerla, pero en un movimiento rápido, la Reina de Corazones destruye la varita con una de sus cartas. Red le recrimina a su madre lo que está haciendo, pero ella dice que todo lo hace por su hija.
Cenicienta se acerca, pidiendo a la Reina de Corazones que recapacite de todo lo que está haciendo. Admite que está consciente de que en el pasado se le jugó una cruel broma en su primer baile que desencadenó toda su maldad y tiranía (baile en el que Cenicienta y el Príncipe Encantador se enamoraron), pero todo lo que estaba haciendo era llegar muy lejos, pero la mujer le recrimina a Cenicienta que no hizo nada para ayudarla en aquella situación.
Al ver que Cenicienta se rehúsa a aceptar el mandato de la Reina de Corazones en Auradon, obliga a su hija acusarla de alta traición, a lo que aprovecha para condenarla y mandarla a ejecutar. Red, al pensar que todo esto ha ido demasiado lejos, demuestra haberse llevado el reloj mágico con ella, por lo que aprovecha el momento para presionar el botón y regresar al pasado para evitar que eso ocurra. Sin embargo, al presionar el botón, es sujetada por Chloe, quien estaba dispuesta a defender a su madre, por lo que ambas terminan viajando en el tiempo.
Al demostrarle a Chloe que habían viajado en el tiempo cuando se encuentran con una versión joven del Hada Madrina llamada Fay (Grace Narducci), la cual no es muy habilidosa con la magia, se arma una disputa entre las dos princesas, pues Chloe desea regresar para salvar a su madre, mientras que Red argumenta que el reloj las llevó en ese preciso lugar en el tiempo por una razón, por lo que se convencen en investigar en dónde se encuentran y encontrar la forma de arreglar su presente.
Descubren que han viajado treinta años atrás, antes de que los reinos se unieran en la nación de Auradon, y que la escuela es ahora la Academia de Merlín, en la cual el mago es el director (Jeremy Swift). Al encontrar a las dos chicas perdidas, las lleva a su clase, donde sorpresivamente, se encuentran con las versiones jóvenes de sus madres, las cuales son muy amigas, Bridget (Ruby Rose Turner), la futura Reina de Corazones, y Ella (Morgan Dudley), la futura Cenicienta. Red se sorprende por lo dulce y buena que es Bridget, pues es una chica positiva que obsequia pastelillos mágicos a los demás, y parece agradarle a todo el mundo.
Sin embargo, en la Academia de Merlín también hay un grupo de villanos conformados por las versiones jóvenes del Capitán Garfio (Joshua Robert Colley), Morgie (Peder Lindell), hijo de Morgana le Fay, Maléfica (Mars) y Hades (Anthony Pyatt), todos liderados por Uliana (Dara Reneé), la hermana menor de Úrsula, quien parece tener una riña personal con Bridget, debido a toda su bondad.
En un intento de bravuconería hacia la joven, Uliana toma los pastelillos que estaba dando y se come todas las plumas mágicas de flamenco que tenían de decoración, esto a pesar de las advertencias de Bridget. Debido a la ingesta de demasiadas, están comienzan a provocar un cambio mayor en Uliana, dándole la cara de un flamenco con todo y pico. La furia provoca que la joven bruja del mar persiga a Bridget y Ella con el fin de vengarse, sin embargo, en el último momento, Ella salva a su amiga y provoca que Uliana caiga a una fuente, permitiendo que escapen. La fuente hace que el efecto de las plumas acabe. Red y Chloe, testigos de todo esto, comprenden que Uliana tuvo que ver en la broma que provocó que Bridget se convirtiera en la perversa Reina de Corazones.
Las dos chicas se dirigen a la Academia donde conversan con las dos amigas. Red se muestra un poco inconforme con la bondad de Bridget, ya que esto permite que todo el mundo se meta con ella. Antes de despedirse, las dos amigas acuerdan ir al baile que se celebrará en unos días en la escuela al ninguna tener pareja.
Mientras investigan una forma de detener a Uliana, Red y Chloe van a la antigua casa de Ella dónde vive con su horrible madrastra. Las chicas conversan sobre Bridget, y hace ver a Red que la bondad de la joven no significa que sea débil. Después de una pequeña riña entre Red y Chloe, rompen accidentalmente un jarrón, lo que libera la ira de su madrastra y le grita a Ella. Chloe intenta defender a la joven, pero solo empeora la situación cuando la malvada mujer la castiga con no ir al baile. Red le dice a su acompañante que se vayan para dejarla sola, no sin antes que Ella les informe que encontrarán al grupo de villanos en su guarida en la Laguna Negra.
Al dirigirse al lugar, efectivamente encuentran a los villanos. Uliana, usando su poder mágico en busca de una venganza adecuada, descubre la existencia de un libro de recetas mágicas oscuro que podría usar, planeando transformar a Bridget en un monstruo y humillarla en el próximo baile.
Sabiendo el plan de los villanos, Red y Chloe van a la habitación de Bridget, esperando que ella tenga el libro mágico que se mostró en la visión de Uliana. Mientras la chica busca, Red visualiza un espejo mágico especial, el cual reconoce debido a que su madre en el presente tiene uno igual; dicho espejo permite ver el futuro, por lo que deciden usarlo mientras la joven está distraída y saber cómo están las cosas en su tiempo.
Horrorizadas, descubren que la Reina de Corazones ha conquistado con éxito todo Auradon, y cumplido su orden de cortarle la cabeza a Cenicienta. La perversa monarca se burla del dolor de Encantador, tomando las zapatillas de su esposa y rompiéndolas frente a él.
Después de esa horrible visión y conscientes que deben tener éxito a cómo dé lugar, Bridget les informa a las chicas que no tiene el libro que le pidieron, pero sí les dice que es muy probable que, al tratarse de un libro con aspecto peligroso, este, junto con otros, se encuentren bajo el resguardo de Merlín, en su oficina, y con una protección mágica que no permite que sean usados por manos equivocadas.
Red desea ir a buscar el libro y evitar que los villanos lo obtengan, pero Chloe no quiere entrar a escondidas a la oficina del director, al regirse siempre por un código moral de comportamiento. Este desacuerdo hace que las dos se separen, Red yéndose a buscar una forma de obtener el libro y Chloe esperando que la versión joven de su madre le sepa decir qué hacer.
Al llegar, encuentra a Ella arreglando el jardín de su casa. Chloe le empieza a ayudar y le dice a la chica su encrucijada moral debido a su forma de pensar. Ella le hace ver a Chloe que muchas veces se debe hacer algo incorrecto por las razones correctas, y que no siempre la vida estará bien definida con los papeles del bien y el mal. Al por fin entender que ayudar a Red sería la única forma de salvar a su madre en el futuro, agradece a Ella por el consejo y se va a ayudar a su amiga.
Chloe llega justo cuando Red está por entrar a la Oficina de Merlín. Las dos acuerdan tratar de entenderse mejor y entran en busca del libro. Esto sin percatarse de que el grupo de villanos las estaba espiando.
Cuando intentan tomar el libro, se activan unas protecciones mágicas que incluyen espadas voladoras y estatuas de búhos dorados que intentan salir de la oficina para advertir al director. Las chicas logran evadir las trampas y detener a los búhos, a excepción de uno, que logra salir con Merlín. Finalmente, Red y Chloe logran obtener el libro.
Sin embargo, Uliana, Maléfica, Hades y Garfio entran a la oficina y les exigen darles el libro. Red quiere pelear, pero Chloe la incita a que les dé el libro al ser demasiados. A regañadientes, Red lo hace. Uliana, feliz por su supuesta victoria, abre el libro con el fin de tener la receta para su venganza, pero en cuanto lo hace, las páginas del libro hechizan a los cuatro villanos y los congelan en su lugar. Chloe le dice a Red que recordó la advertencia de Bridget: los libros peligrosos resguardados en la Oficina de Merlín, habían sido protegidos para evitar que cayeran en manos equivocadas.
Se van antes de que Merlín llegue, quien encuentra a los villanos y les dice que estarán castigados por mucho tiempo.
Ya con el libro en sus manos y su misión completada, regresan al lugar donde aparecieron y vuelven a usar el Reloj de Maddox para regresar a su propia época. Aparecen justo cuando Uma está terminando de dar su discurso de bienvenida.
La Reina de Corazones vuelve a jugar con sus cartas molestando a Uma, Red piensa por un segundo que no funcionó, pero cuando la mujer se da la vuelta, muestra un atuendo más suave y delicado, así como al lanzar sus cartas aparecen hermosas burbujas en forma de corazón, se dan cuenta de que todo funcionó y lograron cambiar el pasado a uno mejor.
Red, emocionada, se dirige a su madre y ambas se dan un tierno abrazo. Así como Chloe, quien se reencuentra nuevamente con su madre, quien está a salvo. Se inicia la celebración de inicio de año escolar en la escuela.
Sin embargo, Uma dice que, a pesar de que el final fue feliz, jugar con la trama del tiempo traería grandes consecuencias, por lo tanto, la historia no terminaría ahí.

## Reparto

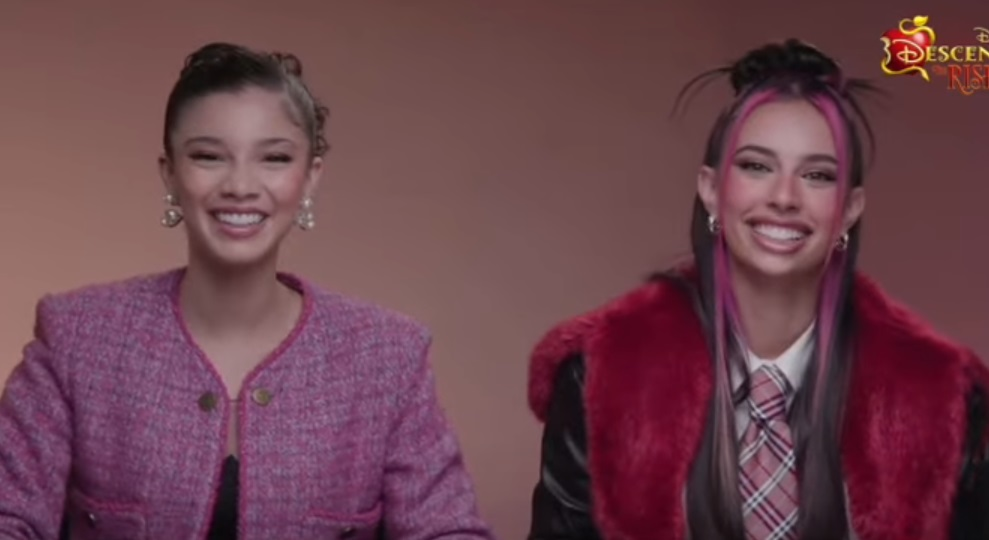
Kylie Cantrall (derecha) y Malia Baker (izquierda) interpretan al dúo protagonista como Red y Chloe, respectivamente.

- Kylie Cantrall como Red, hija de la Reina de Corazones
- Malia Baker como Chloe Encantador, hija de Cenicienta y el Rey Encantador
- Rita Ora como la Reina de Corazones (originaria de Alicia en el País de las Maravillas), madre de Red
  - Ruby Rose Turner como Bridget, la joven Reina de Corazones
- Brandy Norwood como Cenicienta (originaria de La Cenicienta), madre de Chloe y esposa del Rey Encantador
  - Morgan Dudley como Ella, la joven Cenicienta
- China Anne McClain como Uma, hija de Úrsula (de La Sirenita)
- Dara Reneé como Uliana, hermana de Úrsula y tía de Uma
- Joshua Robert Colley como joven Garfio (originario de Peter Pan)
- Melanie Paxson como Hada Madrina (originaria de La Cenicienta)
  - Grace Narducci como Fay, la joven Hada Madrina
- Jeremy Swift como Director Merlín (originario de The Sword in the Stone), director de la Academia Merlín antes de que se convirtiera en la Academia Auradon[5]
- Leonardo Nam como Maddox, hijo del Sombrerero Loco (de Alicia en el País de las Maravillas) e inventor jefe de la Reina de Corazones[5]
- Alex Boniello como Jota de Diamantes, capitán de la Armada Roja de la Reina de Corazones
- Sam Morelos como Meadow, una estudiante de la Academia Merlín[6]
- Mars como joven Maléfica (originaria de La Bella Durmiente)
- Peder Lindell como Morgie, hijo de Morgana le Fay
- Anthony Pyatt como joven Hades (originario de Hércules)
- Paolo Montalbán como Rey Encantador (originario de La Cenicienta), marido de Cenicienta y padre de Chloe
  - Tristan Padil como joven Príncipe Encantador
- Levin Valayil como Aladdín (originario de Aladdín)
  - Kabir Berry como joven Aladdín
- Shazia Pascal como Jasmín (originaria de Aladdín)
  - Aiza Azaar como joven Jasmín
- Julee Cerda como Malvada Madrastra (originaria de La Cenicienta), la perversa madrastra de Ella

Dove Cameron, Mitchell Hope, Sofia Carson, Booboo Stewart y Cameron Boyce aparecen en escenas de archivo durante la introducción de la película como Mal, Ben, Evie, Jay y Carlos, respectivamente, de anteriores entregas.

## Producción
El 18 de agosto de 2021, luego del lanzamiento del especial animado Descendants: The Royal Wedding, Lauren Kisilevsky, vicepresidenta sénior de películas originales de Disney Branded Television, respondió a las preguntas sobre el final en suspenso del especial diciendo que "la provocación es una provocación", y se agregó debido a que las películas de Descendants terminan con pistas sobre historias adicionales, y también dijo que "Disney Channel verá a dónde [ellos] llegan con la franquicia".
El 21 de septiembre de 2021, se confirmó que se estaba desarrollando una cuarta película de 'Descendants' como parte de un acuerdo general entre Disney y la compañía productora del expresidente de Disney Branded Television Gary Marsh. Para mayo de 2022, Disney+ dio luz verde a la película como un spin-off bajo el título provisional de "The Pocketwatch". Jennifer Phang fue contratada como directora y coproductora ejecutiva, con Dan Frey y Russell Sommer escribiendo el guion y Marsh como productor ejecutivo.
El 21 de marzo de 2023, se anunció el título final oficial de la película como "Descendants: The Rise of Red".

### Rodaje
El rodaje de Descendants: The Rise of Red comenzó en el otoño de 2022 bajo su título provisional como The Pocketwatch. Mark Hofeling regresó de la trilogía original como diseñador de producción. Phang dijo que quería que la coreografía durante las secuencias de acción aún pueda contar una historia emocional. Para el diseño del País de las Maravillas, Phang usó la película animada Alicia en el país de las maravillas como referencia y también se inspiró en su experiencia cinematográfica anterior. La filmación se llevó a cabo en Atlanta a partir de finales de enero de 2023 con planes de continuar hasta mediados de marzo.

### Casting
El elenco destacado anunciado en la D23 Expo de 2022 incluyó a China Anne McClain, quien regresa para interpretar a Uma, con Kylie Cantrall (como Red) y Dara Reneé (como Uliana) uniéndose al elenco de la película. En noviembre de 2022, el anuncio de casting reveló que Brandy Norwood regresaría como Cenicienta después de interpretar el papel en la película de 1997 Cinderella y Melanie Paxson regresaría como Hada Madrina repitiendo su papel de las películas anteriores de Descendants. Los nuevos miembros del elenco de la franquicia fueron Rita Ora como la Reina de Corazones, así como Malia Baker, Ruby Rose Turner, Morgan Dudley y Joshua Colley. Después de que comenzó la filmación, Jeremy Swift y Leonardo Nam fueron anunciados como adiciones al elenco en febrero de 2023. En marzo de 2023, se anunció que Paolo Montalbán interpretaría al Rey Encantador, quien al igual que Norwood, interpretó una versión del personaje en la película Cinderella de 1997. El mismo mes se anunció el papel de Alex Boniello como Jota de Diamantes. Rita Ora comentó que la estrella de las anteriores películas Dove Cameron la ayudó a prepararse para su papel como Reina de Corazones dándole consejo sobre la franquicia y el universo de Descendants.

### Efectos visuales
Según Phang, los efectos visuales se utilizarán para "mejorar" los lugares que aparecen en la película.

## Recepción

### Crítica
En la web agregador de críticas Rotten Tomatoes, el 57% de las reseñas de 7 críticos son positivas, con una valoración media de 5,10/10.
Lauren Brown West-Rosenthal de Parents elogió cómo The Rise of Red recuerda a los espectadores que las experiencias de la infancia dan forma a lo que las personas llegan a ser, elogió el énfasis de la película en el "poder de las chicas", diciendo que personajes como Red sirven como fuertes modelos a seguir, y afirmó que la película muestra conversaciones significativas entre padres e hijos sobre el crecimiento personal y la superación de desafíos.  Katelyn Mensah de Radio Times dio a The Rise of Red una nota de cuatro sobre cinco estrellas, elogió las interpretaciones de los actores, en particular de Kylie Cantrall y Malia Baker, destacando su fuerte química y el desarrollo de los personajes, elogió los diversos estilos musicales y los dinámicos duetos, especialmente entre Cantrall y Rita Ora, y destacó los temas positivos de la película de autodescubrimiento, empoderamiento y amistades inesperadas. 
John Serba de Decider comenta que la película se adhiere a la fórmula típica de Disney Channel, citando vibrantes efectos visuales y ambiente optimista, señala que los nuevos personajes no son significativamente diferentes de los originales, sugiriendo que los aficionados de Descendientes probablemente los disfrutarán, y dice que Rise of Red ofrece mensajes positivos y la esperada experiencia de sentirse bien, aunque sin tomar ningún riesgo creativo.  Jennifer Green de Common Sense Media dio a El Ascenso de Red una puntuación de tres de cinco estrellas, destacó la presencia de mensajes positivos y modelos a seguir, citando la empatía y el tratar a los demás con amabilidad, pero calificó la película de "sobrecargada".

### Audiencia
Descendientes: El ascenso de Red fue vista por 6,7 millones de espectadores en sus tres primeros días de emisión en Disney+.Es el mayor estreno de una película original de Disney Branded Television en el servicio de streaming.  La película fue la más vista durante la semana del 12 de julio al 18 de julio de 2024, con 1.100 millones de minutos de visionado. Fue la tercera película original en streaming más vista durante la semana del 19 de julio al 25 de julio de 2024, con 299,1 millones de minutos de vistas. The Rise of Red fue la cuarta película original en streaming más vista durante la semana del 26 de julio al 1 de agosto de 2024, con 141,8 millones de minutos de visionado y 1,5 millones de visitas.  Según FlixPatrol, que supervisa las listas de VOD actualizadas diariamente en todo el mundo, la película alcanzó el número uno de Disney+ en Estados Unidos el 27 de julio de 2024.

### Premios y reconocimientos
| Año  | Premio                            | Categoría                                                                        | Nominaciones                                | Resultado | Ref.          |
| ---- | --------------------------------- | -------------------------------------------------------------------------------- | ------------------------------------------- | --------- | ------------- |
| 2025 | Art Directors Guild Awards        | Película para Televisión                                                         | Descendants: The Rise of Red                | Nominada  | [ 34 ] [ 35 ] |
| 2025 | Directors Guild of America Awards | Logro Destacado en Dirección de Programas Infantiles                             | Descendants: The Rise of Red                | Nominada  | [ 36 ] [ 37 ] |
| 2025 | NAACP Image Awards                | Programa Juvenil Destacado                                                       | Descendants: The Rise of Red                | Nominada  | [ 38 ] [ 39 ] |
| 2025 | NAACP Image Awards                | Actriz Secundaria Destacada en Televisión Limitada (Serie, Especial, o Película) | Brandy Norwood                              | Nominada  | [ 38 ] [ 39 ] |
| 2025 | Kids' Choice Awards               | Película Favorita                                                                | Descendants: The Rise of Red                | Nominada  | [ 40 ]        |
| 2025 | Kids' Choice Awards               | Villano favorito                                                                 | Rita Ora por su papel de Queen of Hearts    | Nominada  | [ 40 ]        |
| 2025 | Kids' Choice Awards               | Patea traseros favorito                                                          | Kylie Cantrall por su papel de Princess Red | Nominada  | [ 40 ]        |

## Banda sonora
Descendants: The Rise of Red contará con siete canciones originales, además de canciones de películas animadas de Disney. El primer sencillo, "What's My Name (Red Version)", fue lanzado el 26 de abril de 2024, junto con el pedido anticipado de la banda sonora. La banda sonora se lanzará el 12 de julio de 2024, coincidiendo con el estreno de la película.

## Lanzamiento
Descendants: The Rise of Red fue lanzada en Disney+, siendo la primera película de la franquicia Descendants que no es estrenada en Disney Channel. En abril de 2024 se anunció que sería estrenada en la plataforma el 12 de julio de ese mismo año.

## Libro precuela
La novela Más allá de la Isla de los Perdidos: El País de las Maravillas, quinto libro en la serie La Isla de los Perdidos, fue publicado el 7 de mayo de 2024, sirviendo de precuela para los acontecimientos de la película.

## Secuela
Tras el estreno de la película, Suzanne Todd confirmó que Disney "definitivamente está trabajando y pensando en una película de seguimiento", diciendo que tras el final de The Rise of Red y las consecuencias de viajar en el tiempo, en la secuela "seguramente habrá futuros giros buenos y malos".
En febrero de 2025, los primeros miembros del reparto fueron anunciados, incluyendo a Kylie Cantrall y Malia Baker regresando en los papeles protagonistas de Red y Chloe, además de nuevos descendientes. En marzo de 2025, más miembros nuevos del reparto fueron anunciados, incluyendo a Ryan McEwen y Dayton Paradis en los papeles de Squeaky y Squirmy Smee, quienes previamente fueron interpetados por Christian Convery y Luke Roessler en Descendants 3. En mayo de 2025, el título oficial de la secuela fue anunciado como Descendants: Wicked Wonderland, junto con el anuncio de la mayoría del reparto adulto de The Rise of Red retomando sus papeles.